# Brunnen Am Plan

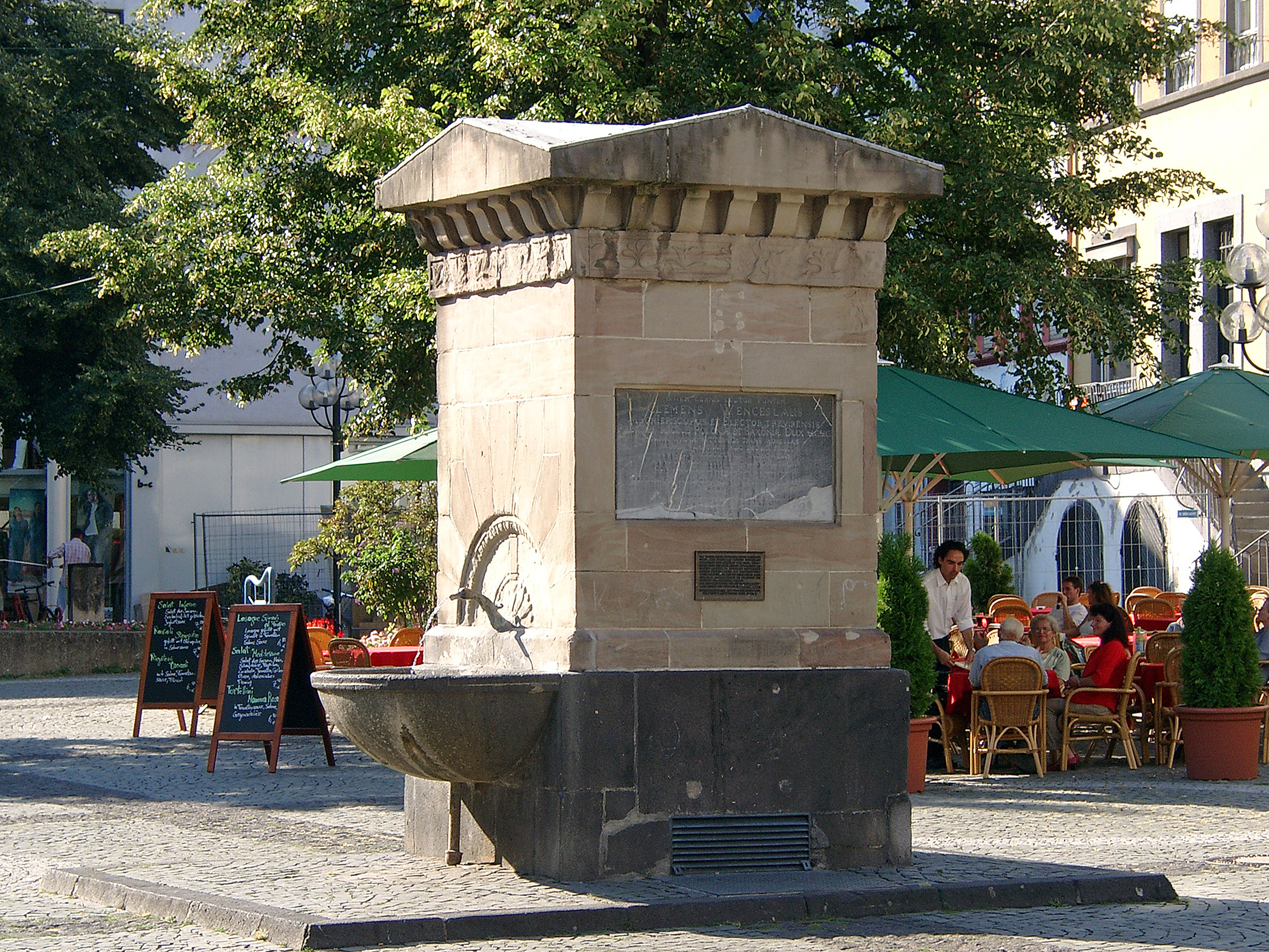
Brunnen Am Plan

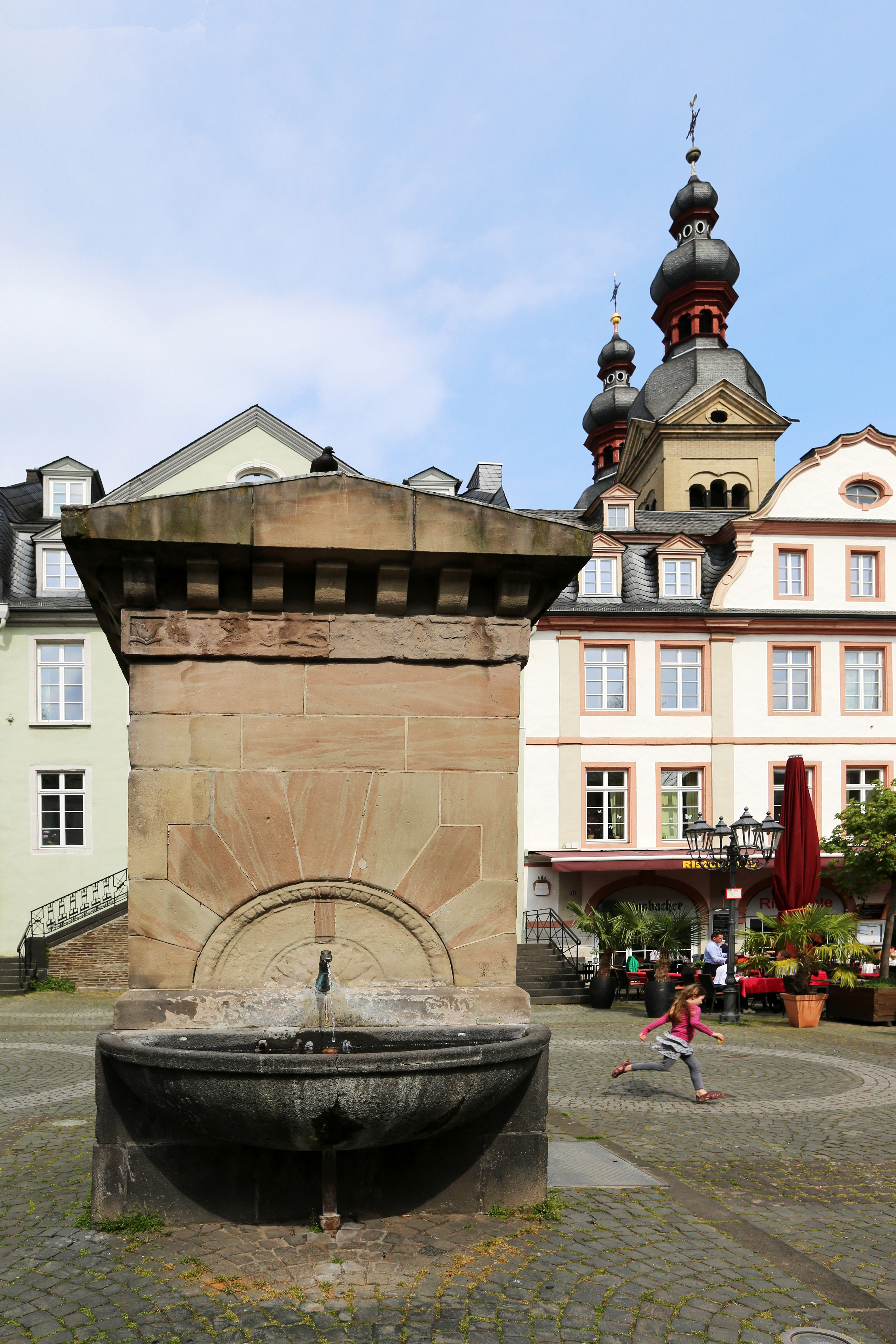
Brunnen Am Plan mit der Liebfrauenkirche im Hintergrund

Der Brunnen Am Plan ist ein klassizistischer Brunnen in der Koblenzer Altstadt auf dem Platz Am Plan. Neben dem Obelisk am Deinhardplatz und dem Kastorbrunnen gehört der Brunnen Am Plan zu den letzten Zeugnissen der frühen Wasserversorgung in Koblenz.

## Entstehung
Der Brunnen Am Plan wurde 1806 auf Initiative des Maire Johann Nikolaus Nebel errichtet. Er besteht aus Steinen des Schlosses Schönbornslust. Dieses war zuvor von französischen Revolutionstruppen zerstört worden. Der Brunnen wurde an die Kurfürstliche Wasserleitung angeschlossen. Diese war kurz zuvor in den Besitz der Stadt Koblenz übergegangen.

## Baugefüge
Der Brunnen hat einen dunklen, aus Basaltstein hergestellten Sockel. Darüber befinden sich Blöcke aus gelblichen Sandsteinquadern. Am oberen Ende des Brunnens befinden sich vorkragende, flache Giebelabschlüsse, die sich auf zahnschnittartig angeordneten Konsolen befinden. Darunter ist ein flacher Palmettenfries. Der Wasser fließt aus einem Schwanenhals in eine an den Sockel angebrachtes halbrundes Becken.
Auf der Ostseite des Brunnens ist eine Tafel mit lateinischem Text eingelassen. Der Text erinnert an den Kurfürsten Clemens Wenzeslaus von Sachsen und an den Wasserbaudirektor Georg Kirn, den Erbauer der ersten Koblenzer Wasserleitung von Metternich in die Koblenzer Innenstadt.

## Denkmalschutz
Der Brunnen Am Plan ist ein geschütztes Kulturdenkmal nach dem Denkmalschutzgesetz und in der Denkmalliste des Landes Rheinland-Pfalz eingetragen. Seit 2002 ist der Brunnen Am Plan Teil des UNESCO-Welterbes Oberes Mittelrheintal.